# Bruce Woodley
Bruce William Woodley (Melbourne, 25 juli 1942) is een Australische singer-songwriter en muzikant. Hij was een van de oprichters van de succesvolle folk/popgroep The Seekers en was medecomponist van de nummers I Am Australian en Cloudy van Paul Simon.

## Biografie
Hij ging naar de Melbourne High School met collega-Seekers Athol Guy en Keith Potger.

### The Seekers
Woodley had een residentieel optreden in het restaurant Treble Clef in Prahran. Met voormalige klasgenoten Athol Guy en Keith Potger formeerde hij begin jaren 1960 het folkmuziektrio The Escorts. Kort voor de komst van zangeres Judith Durham in 1962 werd de naam veranderd in The Seekers en hadden ze enig succes in Australië, voordat ze in 1964 naar Londen reisden en vier internationale hitsingles opnamen, geschreven en geproduceerd door Tom Springfield. Woodley speelde gitaar, banjo en mandoline en was een van de vier zangstemmen en de belangrijkste songwriter. Terwijl Durham het merendeel van de zang voor de groep verzorgde, deed Woodley meestal de mannelijke zang, waaronder op een aantal albumnummers. The Seekers gingen voor het eerst uit elkaar in 1968.
In 1965, terwijl hij in Londen was, ontmoette Woodley Paul Simon, na de povere voorstelling van Wednesday Morning, 3 A.M. en net voor het succes van Simon & Garfunkel. Simon en Woodley schreven mee aan de miljoenenseller Red Rubber Ball, later een Top 5-hit voor de Amerikaanse band The Cyrkle. De samenwerking tussen Simon en Woodley zorgde ook voor I Wish You Could Be Here en Cloudy. The Seekers namen later deze drie nummers op en Cloudy werd een albumnummer op Simon & Garfunkels hitalbum Parsley, Sage, Rosemary and Thyme uit 1966, het enige Simon en Woodley-nummer dat op het album van beide groepen verscheen. Woodley's relatie met Simon verslechterde en Woodley worstelde later om zijn deel van de royalty's te krijgen - zijn songwriting-vermelding op Cloudy werd weggelaten uit de publicatie van Parsley, Sage, Rosemary and Thyme. Simon kreeg echter wel een vermelding voor het nummer op het album Seekers Seen in Green van The Seekers.

### Solocarrière
Woodley's eerste solo-onderneming was het productiebedrijf Pennywheel, waar hij een aantal producten voor kinderen op de markt bracht, waaronder een Build an Alphabet-set met blokken en de ep en het boek Friday St. Fantasy uit 1969. In 1969 vertrok Woodley naar Amerika om de liedjes die hij had geschreven te verkopen, en hij zou daar een aantal jaren blijven. Tijdens deze periode werkte hij samen met de schrijver John Farrar en de Australische folkzanger Hans Poulsen. Hun composities waren Lady Scorpio, uitgevoerd door de Australische band The Strangers, Monty and Me uitgevoerd door Zoot (met de jonge Rick Springfield) en Boom-Sha-La-La-Lo, dat een hit werd voor Poulsen.
In 1971 bracht Woodley zijn eerste soloalbum Just Good Friends uit. Als reactie op het folk-stereotype van The Seekers, bevatte de oorspronkelijke albumhoes twee naakte modellen die seks hadden. Dit werd te ordinair geacht voor Australië en de hoes werd vervangen door een foto van Woodley. De oorspronkelijke hoes werd echter toegestaan in Nieuw-Zeeland en deze versie van het album is tegenwoordig een collectors item. Drie jaar later droeg Woodley bij aan een album met een Australisch thema, dat werd uitgebracht door het sigarettenmerk Viscount, genaamd The Roaring Days Vol. 1 (naar een gedicht van Henry Lawson). Een tweede volume is er nooit gekomen. Hij had ook de hit Love Me Tonight Baby. Het album bevatte Woodley, die het traditionele volkslied Eumerella Shore en enkele van zijn eigen composities uitvoerde, waaronder The Bush Girl, die hij later opnieuw zou opnemen voor een dubbelalbum in 1987, met The Seekers in 1997 en 2000 en met zijn dochter Claire Woodley in 2001.

### Reunies van The Seekers
Woodley herenigde zich met The Seekers, bestaande uit de oorspronkelijke leden Athol Guy en Keith Potger en de 23-jarige in Nederland geboren Louisa Wisseling (een semi-professionele folkzangeres die voorheen bij de band The Settlers uit Melbourne zong). In een krantenartikel van februari 1975 over de reünie van de groep onthulde Louisa dat Bruce haar had benaderd tijdens een concert van The Settlers in 1974 in Ferntree Gully's Swagman Restaurant met een aanbod om zich bij de groep aan te sluiten, dat ze aanvankelijk had afgewezen. De nieuwe groep nam twee albums en een aantal singles op, waarvan sommige, zoals The Nimble Song en I Saw It All With Trans Tours (beide geschreven door Woodley) een weerspiegeling waren van de andere carrières van de jongens in de reclame. Woodley's compositie The Sparrow Song werd de grootste hit van de groep uit de jaren 1970 en is tot op de dag van vandaag de best scorende Seekers-single. Andere nummers die hij aan deze bezetting heeft bijgedragen, zijn onder meer Giving and Takin' (het titelnummer van hun tweede album), Can We Learn to Get Along (die begon als een solo-opname voor de tv-documentaireserie Shell's Australia en werd uitgebracht door Bruce op flexidisc), Reunion, Country Ros, Standing on Shaky Ground en The Rose and the Briar.
In 1977 verliet Bruce de groep en werd vervangen door Buddy England. Hij bleef zich concentreren op het schrijven van liedjes en reclame en produceerde veel tv-jingles, waaronder een voor Courage-bier. Zijn eerste in 1971 was de solo (reclame)single The ANZ Bank Traveling Man en werd gratis uitgedeeld aan medewerkers van die instelling als onderdeel van de promotie.

### I Am Australian
In 1987 was Woodley betrokken bij de voorbereidingen voor de Australian Bicentenary en de publicatie van een dubbelalbum met een Australisch thema, een liedboek en een cassettebandje met covers van traditionele liederen en enkele van Woodley's eigen composities. De set heette I Am Australian, naar een jingle die hij schreef om de verschillende lijnen van het project aan elkaar te knopen, waarmee hij inspeelde op de behoefte die hij zag aan een nationaal lied waarop mensen trots konden zijn. Een van zijn collega's bij het project was Dobe Newton van The Bushwackers, die hielp bij het componeren van de woorden van de titelsong; een ander was de bekende volkszangeres Rose Bygrave. De opnamen bevatten ook een kinderkoor met inbegrip van Claire Woodley.
Het jaar daarop herenigde hij zich met The Seekers, dit keer met Julie Anthony als leadzangeres om The Carnival Is Over uit te voeren op Expo '88 en een musical over de reis van The Seekers. Deze bezetting bracht in 1989 het album Live On uit. Het titelnummer werd gecomponeerd door Woodley, net als veel van de andere nieuwe nummers zoals The Streets of Serenade (die het verhaal van The Seekers wat duidelijker in kaart bracht dan zijn compositie Reunion uit de jaren 1970), One Step Forward, Two Steps Back, How Can a Love So Wrong Be So Right en Taking My Chances With You. Toen Julie vertrok om te bevallen (dochter Tamara), voegde voormalig zangeres Karen Knowles van Young Talent Time zich bij de groep. De enige studio-opnamen van deze bezetting zijn de door Bruce Woodley geschreven nummers Fools Tonight en Bright Star. Bright Star, oorspronkelijk geschreven voor Julie's stem, werd ook uitgevoerd door de zowel door Julie als Karen geleide Seekers bij Carols by Candlelight. Toen de oorspronkelijke zangeres Judith Durham eind 1992 terugkeerde naar The Seekers voor het 25-jarig zilveren jubileum van de groep, was het themalied en de cd-single van de reünie Woodley's compositie Keep A Dream In Your Pocket. Een livealbum en dvd uit 1993 volgden, met veel van de hits van de groep en Woodley's nummer I Am Australian, dat een van hun bekendste zou worden.
Het succes van I Am Australian verraste Woodley volledig. In 1991 voerde hij het uit met Karen en het Australian Children's Choir, dat op televisie werd uitgezonden met een nieuw vers dat niet op andere opnamen is verschenen. I Am Australian was te horen in alle solotournees van Woodley en alle Seekers-tournees sinds de reünie met Judith Durham. In 2000 voerden The Seekers een verkorte versie uit tijdens het op de televisie uitgezonden Australia Day-concert. Veel artiesten hebben het nummer gecoverd en in 1997 bracht Durham een versie uit met Russell Hitchcock en Mandawuy Yunupingu, die de Australische hitparade binnenkwam. Voor velen is het het onofficiële volkslied geworden en is het een hoofdbestanddeel van veel nationale evenementen, door artiesten als Jon Stevens, Delta Goodrem en natuurlijk Bruce en The Seekers. Tijdens de vieringen van 2001 voor het Centenary of Federation zong Woodley het lied met dochter Claire (nu bekend voor de solo-uitvoering van het lied op vele evenementen zelf) en co-schrijver Dobe Newton.
Woodley scheidde in de jaren 1980 na een huwelijk van 14 jaar, en hij en ex-vrouw Sally hebben twee kinderen, dochter Claire en zoon Dan. Met Claire, een ontluikende singer-songwriter die heeft opgetreden in het cabaret- en conferentiecircuit, nam hij in 2001 de cd I am Australian op. Sindsdien heeft hij de versie The Anzac Song met een ANZAC-thema opgenomen van I am Australian en verscheen op de radio in Melbourne om reclame te maken voor het uitbrengen van een cd-single enkele weken voor Anzac Day in 2005. In 2005 werd Bruce geïnterviewd door muziekjournalist Debbie Kruger voor het nieuwe boek Songwriters Speak, gericht op invloedrijke en succesvolle Australische singer-songwriters.
Op de National Day of Mourning op 22 februari 2009 onthulde Woodley twee nieuwe verzen voor I am Australian voor de slachtoffers van de bosbranden in Victoria.

## Ander werk
Woodley's niet-muzikale werk omvat spreken in het openbaar via het Saxton Speakers Bureau, en hij is de beschermheer van verschillende organisaties zoals de NIYPAA (National Institute of Youth Performing Arts Australia). Hij is ook lid van de Raad van Advies van de organisatie TLC for Kids en was een tijd lang, te beginnen in 1997, de voorzitter van de Victoriaanse tak van de Variety Club.

## Discografie

### Songwriter en vertolker
- 1964: The Seekers: Myra (Durham/Guy/Potger/Woodley)
- 1965: The Seekers: Two Summers (Woodley)
- 1965: The Seekers: Don't Tell Me My Mind (Woodley)
- 1966: The Seekers: Come the Day (Woodley)
- 1966: The Seekers: Red Rubber Ball (Woodley/Simon)
- 1966: The Seekers: I Wish You Could Be Here (Woodley/Simon)
- 1967: The Seekers: Love is Kind, Love is Wine (Woodley)
- 1967: The Seekers: The Sad Cloud (Woodley/Westlake)
- 1967: The Seekers: Chase a Rainbow (Follow Your Dream) (Woodley)
- 1967: The Seekers: Angeline is Always Friday (Tom Paxton/Woodley)
- 1967: The Seekers: Cloudy (Woodley/Simon)
- 1967: The Seekers: Rattler (Woodley)
- 1969: Bruce Woodley: Friday Street Fantasy [ep] (Friday Man/Little One/Little Miss Sorrow/Captain Grumblepeg)
- 1969: Friday Man/Captain Grumblepeg [45"]
- 1971: Just Good Friends [lp]
- 1971: Friends/Rattler [45"]
- 1974: The Roaring Days Vol. 1 [lp]
- 1987: I am Australian [box set: 2lp, boek, cassette] (Woodley/Dobe Newton)
- 1997: The Seekers: The Bush Girl (Woodley/Lawson)
- 1997: The Seekers: The Shores of Avalon (arrangement en oorspronkelijke teksten: Durham/Guy/Kovac/Potger/Woodley)
- 1997: The Seekers: Amazing (Woodley/Cristian)
- 1997: The Seekers: Gotta Love Someone (Woodley/Cristian)
- [ND] Bruce Woodley: Can We Learn to Get Along
- [ND] The ANZ Bank Travelling Man
- [ND] The Colours of Your Days

### Alleen songwriter
- 1966 Simon and Garfunkel: Cloudy, (Woodley/Simon) op het album Parsley, Sage, Rosemary and Thyme (Woodley co-writing vermelding weggelaten)
- 1967 The Cyrkle: Red Rubber Ball (Woodley/Simon)
- 1967 The Cyrkle: I Wish You Could Be Here (Woodley/Simon)
- 1967 Herman's Hermits: Little Miss Sorrow, Child of Tomorrow (Woodley) op het album There's a Kind of Hush all Over the World
- 1967 Herman's Hermits: Rattler (Woodley) op het album There's a Kind of Hush all Over the World
- 1967 Lulu: Rattler (Woodley) op het album Love Loves to Love Lulu (To Sir, with Love)
- Hans Poulsen: Boom Sha La La Lo (Poulsen/Woodley)
- 1969 Zoot: Monty & Me (Poulsen/Woodley)
- 1969 The Strangers: Lady Scorpio (Poulsen /Woodley)